# Roșiori de Vede
Roșiori de Vede este un municipiu în județul Teleorman, Muntenia, România. Se află în Câmpia Română. Orașul se regăsește în documentele vechi sub numele de Russenart sau Rușii de Vede.

## Istorie
Prima atestare documentară a târgului Rușii de Vede (numele sub care apare localitatea în documentele din Evul Mediu) datează din anul 1385, când doi cunoscuți călători germani, Peter Sparnau și Ulrich von Tennstaedt, în drumul de întoarcere de la Ierusalim, au făcut un popas mai îndelungat la Russenart și au scris în jurnalul lor de călătorie că acesta era un oraș vechi. Traducând pluralul de la „Ruși” în limba germană, rezultă cuvântul Russen, la care pelegrinii germani au adăugat sufixul „art”, reprezentând primele litere ale fabuloasei cetăți fortificate Arcinna sau Artina de pe Limes Transalutanus (Valul lui Traian), menită a apăra orașul ce se dezvoltase între dealul de la apus (parte a limesului) și „Apa Vânătă” Vedea. Această cetate s-a păstrat în mare parte până în zilele noastre.
În 1388, în regiunea Ruse din Bulgaria, Cervenul (v. art. în lb. engl.) a fost cucerit de către turci, prin incendiere, după cum grăiește cronica lui Mehmed Neșri. Lipsită de apă, cetatea de pe stâncă a ars asemenea unei uriașe torțe, zile și nopți la rând, sub privirile pline de resemnare ale sutelor de călugări din sihăstria ctitorită odinioară de Roșu Împărat în „craterul” de la Ivanovo, din apropiere. Mulți dintre locuitorii orașului însă, de foarte mulți ani, porniseră în bejanie, temându-se de continua amenințare otomană (Cervenul mai fusese incendiat în două rânduri, la scurte intervale). În special negustorii și meșteșugarii au căutat locuri mai sigure. După unele izvoare, o parte dintre aceștia s-au așezat lângă vechea cetate Sexaginta Prista, denumind noua așezare Ruși (sosiți din cetatea lui Roșu), astăzi Ruse; alții au mers mai departe, la nord de Dunăre, stabilindu-se într-un mic târg de pe râul Vedea care, în scurtă vreme, a cunoscut o ascensiune rapidă și a preluat numele lor - Rușii de Vede.
A treia mențiune documentară este făcută în anul 1394, odată cu împărțire administrativă a țării, realizată în vremea domniei lui Mircea cel Bătrân, când așezarea devine reședința județului Teleorman, statut de care orașul se va bucura mai bine de 400 de ani. În acest răstimp, Russenartul (sau „Rușii de Vede”, cum i se mai spunea în secolele trecute) este participant activ la toate marile evenimente din istoria frământată a poporului român.

## Cronologie

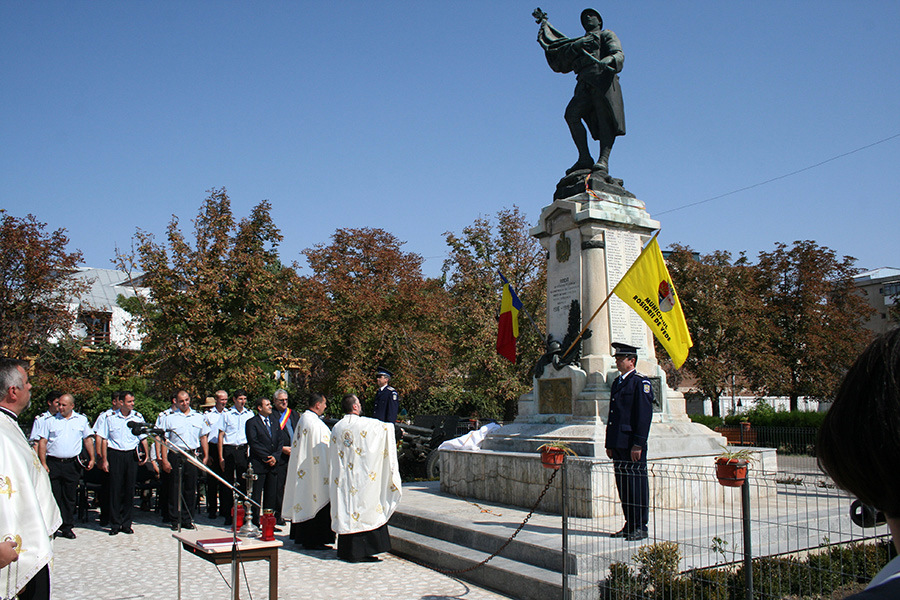
Monumentul din Roșiori de Vede ridicat în cinstea eroilor din Primul Război Mondial.

- Orașul se află așezat peste fundațiile unui castru roman care făcea parte din Limes Transalutanus (secolul III e.n.). În vatra actualului municipiu, pe Limes Transalutanus, se afla și vestita cetate daco-romană Arcinna (cunoscută și sub numele de Artinna).
- A doua atestare documentară clară este înscrisă în Jurnalul de călătorie din 1385 al celor doi pelerini germani Peter Spornau și Ulrich von Tennstaedt: „De la Sistor am facut un popas mai îndelungat la Russenart care era oraș vechi”.
- Cea dintâi mențiune într-un izvor intern, se găsește în hrisovul dat de Neagoe Basarab Mănăstirii Cutlumuz de la Athos (1512-1513). Sunt menționate așezările Sârbii și Rușii.
- Prima consemnare a numelui complet sub forma „Rușii de Vede” se află în actul emis de Radu de la Afumați la 18 mai 1526.
- În sec. XVI devine căpitănie pentru corpul călărașilor.

Era deja reședința județului Teleorman.
Cezar Bolliac afirmă că Mihai Viteazul a dăruit moșia Rușii de Vede călărașilor săi de acolo.
- În sec. XVIII orașul este consemnat în hărțile europene ca reședință județeană (Carte Particuliere de la Hongrie de la Transilvanie de la Croatie et de la Sclavonie, Guillaume Delisle sau de l'Isle (art. engl.), Paris, 20 mai 1717). Pe harta franceză din 1743 intitulată Le Royaume de Hongrie și pe cea a lui G. A. Rizzi Zannoni (art. it.), Principati di Moldavia, e Vallachia din 1782, apare sub forma "Rusa".
- În sec. XVIII a fost închinat[cine?] mănăstirii Sf. Spiridon Nou din București de către Alexandru Scarlat Ghica, ctitorul acestei mănăstiri.

Au fost emise acte de închinare la 2 iunie 1768 și 15 ianuarie 1769.
În urma acestei măsuri abuzive, va începe o lungă luptă a roșiorenilor contra egumenilor mănăstirii, care va dura până în 1864.
- Județul Teleorman beneficia încă din secolul XVIII de un oraș, Ruși, și de două târguri: Zimnicea și Mavrodin. Toate trei erau pe moșii închinate sau boierești, nu exista deci nici un centru urban liber.
- În 1819 județul Teleorman avea 10 plăși împărțite în trei categorii.
  - plăși „ce se socotiră în mai bună stare”: Vedea, Mijlocul de Sus, Mijlocul de Jos, Târgul și Teleormanul;
  - Cotmeana, Mărginea de Sus și Mărginea de Jos ;
  - „cu totul năpăstuite”: Teleormanul de Sus și Teleormanul de Mijloc
- În anul 1821 orașul Rușii de Vede era transformat de Tudor Vladimirescu în punct de supraveghere a mișcării turcilor la Dunăre.

Este ocupat definitiv și incendiat de turci.
- Prin tratatul de pace de la Adrianopol din 1829 s-a îndepărtat monopolul turcesc asupra comerțului și s-au amplificat legăturile pe Dunăre, ca urmare crescând rolul orașelor-porturi.

Pentru curmarea epidemiilor, s-au înființat carantine pe Dunăre în județul Teleorman la Zimnicea.
- În 1831 Rușii de Vede era singurul oraș al județului.

Aici se practicau 20 de meserii în care lucrau 193 de persoane. În oraș își desfășurau activitatea 42 tăbăcari,17 cojocari,17 cizmari,15 căldărari,14 boiangii etc.
- Pe exercițiul financiar 1833-1834, Rușii de Vede înscrie la venituri cifra de 13.298,72 lei, în timp ce Zimnicea asigură 8.553 de lei, iar Mavrodinul 5.584,48 lei.
- În 1834, pe 1 iulie, se înființează orașul Alexandria pe moșia Bacaeanca[necesită clarificare]
- În 1835 orașul Rușii de Vede avea 669 gospodării, fiind al optelea oraș al Tării Romanești.
- Județul Teleorman avea în 1835 230 de așezări, cele mai mari fiind Mogoșoaia (224 gospodării), Belitori (215), Găvănești (178) etc. Locuitorii din Măgurele (azi Turnu Măgurele) fac repetate cereri la Divan pentru a li se permite înființarea unui oraș liber în cadrul județului Olt, din care făceau parte.
- În 1835 este elaborat “Proiectul pentru mutarea orașului Slatina la Turnu în județul Olt”, aprobat de Sfatul Administrativ Extraordinar din 18 decembrie 1835.
- 1836, iulie,[necesită clarificare] este trimis Domnitorului un protest din partea locuitorilor Slatinei, semnat de peste 120 de persoane.
- 1837, 19 martie: este întocmită “Dela pentru mutarea tahturilor (instituțiilor județene) ocârmuirilor Teleorman la Zimnicea și Olt la Turnu”.[necesită clarificare]

Hotărârea este luată prin decizia Departamentului Treburilor din 1454 și respectiv 1455 (cea pentru Teleorman).
- 1837, aprilie: mutarea provizorie a capitalei județului Teleorman la Zimnicea.
- 1838 reordonarea localităților țării prin care județul Teleorman pierde 55 de sate și dobândește 12 localități de la Olt, printre care și noul oraș liber Turnu.

Tot în 1838 se elaborează „Proiectul pentru găzduirea reședinței Teleormanului la slobodul oraș Turnu”. Este aprobat de domnitorul Alexandru Ghica la 17 iulie 1838.
Locuitorii orașului Turnu proveneau din 13 localități: Măgurele 68, Flamînda 19, Odae 13, Caracal 6, București 5, Alexandria 2, Ruși 1, etc.
- 1840, aprilie 28: „Dela atingătoare da hrisovul domnesc al orașului Alexandria din județul Teleorman” în care se explica modul în care a fost alcătuit, începând din 1834, noul oraș liber.
- 1995, ianuarie 24: orașul Roșiorii de Vede devine Roșiori de Vede prin declararea acestui oraș ca municipiu prin Legea nr. 11/1995 privind declararea ca municipii a unor orașe, publicată în Monitorul Oficial, Partea I nr. 12 din 24 ianuarie 1995, devenind astfel municipiul Roșiori de Vede.

## Geografie
Străvechiul Russenart a luat ființă în inima Câmpiei Române și în centrul Teleormanului istoric, între coline domoale și pâlcuri rămase din vestita Pădure Nebună (a Teleormanului), ce a dat numele acestui ținut. O așezare urbană campestră, dar cu împrejurimi incredibil de pitorești și cu tradiții seculare, ce dau farmec, lumină și o anumită intimitate acestor locuri, de intensă trăire spirituală. Russenartul multicentenar sau municipiul Roșiori de Vede (așa cum este denumit oficial în zilele noastre) s-a dezvoltat pe malul drept al râului Vedea și este străbătut de pârâul Bratcov în partea sa de sud și de vest. La mai puțin de 50 Km de oraș, întâlnim apele Oltului și Dunării. Municipiul Roșiori de Vede se află totodată la 100 km de București, la 100 Km de Craiova și tot la 100 Km de Pitești și Târgoviște, la câte 80 Km de Giurgiu și Slatina, și este singurul centru polarizator de importanță națională al județului Teleorman. Este legat în mod direct, prin șosele moderne și magistrale feroviare, de mai toate marile orașe din jumătatea de sud a țării, dar și din Ardeal și Banat, printre care: București, Craiova, Drobeta Turnu Severin, Lugoj, Timișoara, Râmnicu Vâlcea, Sibiu, Târgu Jiu, Deva, Cluj, Alba Iulia, Slatina, Giurgiu sau Pitești, dar și de orașe mai mici, cum ar fi Alexandria (actuala reședintă a județului stabilită de regimul comunist), Turnu Măgurele, Zimnicea, Caracal, Dragănești-Olt, Videle sau Costești. Are toate condițiile pentru a deveni unul din cele mai puternice centre urbane,economice și culturale din Muntenia, în eventualitatea ca dezvoltarea viitoare a acestei părti a țării va fi gândită pe criterii de adevăr istoric, cultural, social, dar și de eficiență economică.
Municipiul Roșiori se găsește la întretăierea paralelei de 44*07’ latitudine nordică cu meridianul de 25* longitudine estică și se mărginește la vest cu comuna Măldăieni, la sud cu comunele Peretu și Troianu, la est cu comuna Vedea și comuna Drăgăneștii de Vede, iar la nord cu comuna Scrioaștea, așezări de care este legat economic, cultural, tradițional și social și care, în viitorii ani, ar putea fi incluse în teritoriul municipiului.
Municipiul de azi s-a dezvoltat într-un loc de important trafic comercial datorat trecerii pe aici, încă din cele mai vechi timpuri, a unor importante drumuri, ca “drumul lui Traian” și “drumul oii”. Aceste căi de comunicație legau Ardealul de Dunăre și se intersectau aici cu alte drumuri paralele cu fluvial – drumurile “țintei” și “olacului”, motiv pentru care localitatea a fost cunoscută, încă de la prima sa atestare documentară, sub forma de târg.
Relieful teritoriului pe care îl ocupa municipiul Roșiori de Vede, după harta hipsometrică a Atlasului geografic, este caracteristic parții de vest-centrală a Câmpiei Române despărțită aici, de valea râului Vedea, în două compartimente: Găvanul Burdea – la răsărit și Câmpia Boian – la apus.
În zona Roșiori de Vede, pe malul drept al râului care completează numele orașului, relieful se încadrează în caracteristicile Câmpiei Boian. Terenul este neted, cu o înclinare generală de la nord-vest spre sud-est, aproape imperceptibilă în oraș, localitatea fiind desfasurată ca o fâșie îngustă, perpendicular pe direcția generală de inclinare a solului.
Câmpia din jurul orașului este fragmentată de văile râurilor Vedea, Bratcov și Urlui. Intravăile sunt înguste, având lățimea de numai 300–1000 m între Vedea și Bratcov, sau 2-2.5 km între Bratcov și Urlui.
Cea mai mare parte a caselor din oraș sunt așezate în lunca înaltă a râului Vedea, la altitudinea absolută de 82.5 m, dar circa 1/7 din locuințe și cea mai mare parte a întreprinderilor industriale s-au ridicat pe vechea terasă vestică a râului, pana la altitudinea de 99 m atingând nivelul câmpiei care domina orașul.
Din punct de vedere geologic, teritoriul orașului se suprapune pe unitatea din fața Carpaților, denumită Platforma Moesica. La suprafață întâlnim depozite cuaternare formate din aluviuni constituite din maluri, nisipuri și pietrișuri ce corespund holocenului. Urmeaza apoi, spre adâncime, depozite ale unui regim marnos (marne cu intercalații nisipoase, argile, nisipuri și pietrișuri) care s-au depus într-un regim lacustru din pleistocenul mijlociu. Aceste structuri se suprapun stratelor de Fratești – formațiune întâlnită pe întreg teritoriul județului Teleorman. Ele sunt cosntituite în partea superioară din nisipuri fine, iar la bază din piet.
Împrejurimi:La aproximativ 25 km nord de orașul Roșiori de Vede, în satul Plopi, comuna Beuca, se află cel mai bătrîn stejar din România, mărturie vie a Pădurii Nebune de odinioară.

## Demografie
Componența etnică a municipiului Roșiori de Vede
     Români (79,08%)
     Romi (1,76%)
     Alte etnii (0,1%)
     Necunoscută (19,05%)
Componența confesională a municipiului Roșiori de Vede
     Ortodocși (78,31%)
     Alte religii (1,67%)
     Necunoscută (20,02%)
Conform recensământului efectuat în 2021, populația municipiului Roșiori de Vede se ridică la 22.294 de locuitori, în scădere față de recensământul anterior din 2011, când fuseseră înregistrați 27.416 locuitori. Majoritatea locuitorilor sunt români (79,08%), cu o minoritate de romi (1,76%), iar pentru 19,05% nu se cunoaște apartenența etnică. Din punct de vedere confesional, majoritatea locuitorilor sunt ortodocși (78,31%), iar pentru 20,02% nu se cunoaște apartenența confesională.
|  | Graficele sunt indisponibile din cauza unor probleme tehnice. Mai multe informații se găsesc la Phabricator și la wiki-ul MediaWiki. |

Date: Recensăminte sau birourile de statistică - grafică realizată de Wikipedia

## Politică și administrație
Municipiul Roșiori de Vede este administrat de un primar și un consiliu local compus din 19 consilieri. Primarul, Gheorghe-Valerică Cârciumaru[*], de la Partidul Social Democrat, este în funcție din 2016. Începând cu alegerile locale din 2024, consiliul local are următoarea componență pe partide politice:
|  | Partid                          | Consilieri | Componența Consiliului | Componența Consiliului | Componența Consiliului | Componența Consiliului | Componența Consiliului | Componența Consiliului | Componența Consiliului | Componența Consiliului | Componența Consiliului |
|  | ------------------------------- | ---------- | ---------------------- | ---------------------- | ---------------------- | ---------------------- | ---------------------- | ---------------------- | ---------------------- | ---------------------- | ---------------------- |
|  | Partidul Social Democrat        | 9          |                        |                        |                        |                        |                        |                        |                        |                        |                        |
|  | Alianța Dreapta Unită           | 6          |                        |                        |                        |                        |                        |                        |                        |                        |                        |
|  | Partidul Național Liberal       | 2          |                        |                        |                        |                        |                        |                        |                        |                        |                        |
|  | Alianța pentru Unirea Românilor | 2          |                        |                        |                        |                        |                        |                        |                        |                        |                        |

## Personalități
- Radu Grămăticu, născut la Roșiori de Vede, unul din primii cărturari români și traducătorul Tetraevangheliarului de la Rodos (copiat în Insula Rodos la îndemnul lui Pătrașcu -Vodă căruia îi era devotat și adus în țară, unde a fost  tradus; ulterior, manuscrisul traducerii a fost purtat de Petru Cercel, fiul lui Pătrașcu -Vodă, în toate țările pe unde avea să călătorească după pierderea tronului, în final fiind lăsat moștenire fiului acestuia, Marcu). Traducerea expusă astăzi la British Museum a fost elaborată în anul 1574 la Mânăstirea Negru -Vodă (denumită impropriu Mânastirea Coșoteni), ctitorită într -o pitorească poiană, situată la 3 km de centrul actualului municipiu Roșiori de Vede, între dealul dinspre miazăzi și vestita Pădure Nebună ce se întindea pâna la marginea orașului. În sec. XV - XVI, în acest lăcaș a funcționat una din primele unități de învățământ din Muntenia, destinată instruirii fiilor de boieri și logofeți din oraș și împrejurimi. Superba biserică a acestei mânăstiri are o vechime de șapte secole (fiind ctitorită de Negru -Vodă în jurul anului 1300, refăcută în august 1647 de Matei Basarab și restaurată în 1708 de Constantin Brâncoveanu). Conform "Biografiei și Monumentelor Feudale din România", mânăstirea a aparținut permanent orașului Roșiori de Vede. Din păcate, în 1900 a fost abandonată iar in timpul regimului comunist a fost supusă unei degradări avansate, biserica fiind restaurată începând cu anul 1997 la stăruința  fostei conduceri liberale a municipiului Roșiori de Vede și a unor intelectuali născuți în oraș,  mânastirea fiind reînființată ulterior, abia în anul 2014.
- Dimitrie I. Berindei (n. la Roșiori de Vede, la 06.12.1831 - d. la București la 28.05.1884). Absolvent al Școlii de Arte Frumoase din Paris în 1859, unde a fost elevul arhitectului Henri Labrouste. A fost membru al parlamentului și Ministrul Lucrărilor Publice în Cabinetul Ion Ghica.  La doar 17 ani, Dumitru Berindei se alătură lui Nicolae Bălcescu participând activ la Revoluția din 1848. Ulterior, devenit arhitect, este autorul a numeroase proiecte de arhitectura si restaurare. A desfășurat o foarte bogată activitate publicistică, fiind fondator, redactor și publicist la numeroase reviste de arhitectură, știință și artă. Este tatăl arhitectului Ion D. Berindey (1871-1928), care a realizat numeroase lucrări de patrimoniu precum Palatul Cantacuzino din București și Palatul Culturii din Iași. La rândul său, arhitectul Ion D. Berindei a avut doi baieți, Jean și Alexandru, ultimul fiind tatăl  istoricului si filozofului Dan Berindei.  Jean I. Berindei (n. la Paris, la 17.05.1897 și d. la București, la 21.10.1981) a fost de asemenea un arhitect renumit.
- Anton Berindei (n. la Roșiori de Vede la 06.01.1838 - d. la 31.10.1899 în București) aparține aceleiași vechi și importante familii boierești înrudită cu domnitorul Constantin Brâncoveanu. A fost primul român care a absolvit Școala de Geniu de la Metz, în timpul lui Napoleon al III -lea. A devenit general și om politic de orientare liberală, comandantul primei formațiuni de pompieri din capitală, comandantul Direcției Generale a Lucrărilor de Fortificațiune din București, general de divizie, ministru în Ministerul de Război al Guvernului D. A. Sturdza. În anul 1899 a fost numit Guvernatorul Cetății București. În 1866 s-a căsătorit cu Maria Brăiloiu, fiica magistratului Constantin Brăiloiu, cu care a avut 6 copii.
- Nicolae Vedea Popescu, om politic;
- Dan Marian Costescu, inginer, pilot de motociclism și politician român;
- Viorica Dăncilă, politician român, prima femeie din istoria României care a ocupat funcția de prim-ministru al României (29 ianuarie 2018 - 4 noiembrie 2019);
- Ioan Ianolide, scriitor român și deținut politic al regimului comunist;
- Liviu Surugiu, scriitor și scenarist român;
- Gala Galaction, scriitor, filozof și critic literar, autorul celebrului roman Papucii lui Mahmud, a cărui acțiune se petrece în Roșiori de Vede. Gala Galaction și-a făcut studiile gimnaziale la Roșiori de Vede, oraș în apropierea căruia s-a născut.
- Zaharia Stancu, scriitor si poet român, autorul cunoscutului roman Pădurea nebună, a cărui acțiune se petrece în cea mai mare parte la Roșiori de Vede. Scriitorul și-a făcut studiile liceale la Roșiori de Vede, fiind născut în apropiere.
- Marin Preda, unul din cei mai buni prozatori români, născut în apropiere de Roșiori de Vede, autorul romanelor Moromeții, Viața ca o pradă, Cel mai iubit dintre pământeni, Delirul, Marele singuratic etc.
- Iulian Miu (n. 1976), fotbalist;
- Traian Neagu (n. 1987), sportiv la caiac sprint⁠(d).